# كورتيس جيريلز
كورتيس جيريلز (بالإنجليزية: Curtis Jerrells)‏ مواليد 5 فبراير 1987 في أوستن، هو لاعب كرة سلة أمريكي. بدأ مسيرته الاحترافية في سنة 2009. يحمل الرقم 55. يبلغ طوله 6 قدم 1 بوصة (1.9 م).

## المسيرة الاحترافية
لعب مع بارتيزان في موسم 2010–2011، ثم لعب مع فنربخشة لكرة السلة في الدوري التركي في موسم 2011–2012، ثم لعب مع بشكتاش لكرة السلة في موسم 2012–2013، ثم لعب مع مين ريد كلوز في سنة 2013، ثم لعب مع أولمبيا ميلانو في الدوري الإيطالي في موسم 2013–2014، ثم لعب مع يونيكس قازان في موسم 2014–2015، ثم لعب مع غلطة سراي لكرة السلة في الدوري التركي في سنة 2016.

## إحصائيات المسيرة

### الدوري الأوروبي
| السنة   | الفريق                       | لعب | بدأ | دقيقة | ميداني% | ثلاثية | حرة  | ارتداد | صنع | استلاب | تصدي | نقطة | أداء |
| ------- | ---------------------------- | --- | --- | ----- | ------- | ------ | ---- | ------ | --- | ------ | ---- | ---- | ---- |
| 2010–11 | نادي بارتيزان لكرة السلة     | 10  | 3   | 26.3  | .320    | .132   | .833 | 3.2    | 3.8 | 1.3    | .1   | 9.7  | 10.3 |
| 2011–12 | فنربخشة لكرة السلة           | 14  | 3   | 21.0  | .418    | .286   | .848 | 1.9    | 1.7 | .7     | .3   | 8.6  | 9.0  |
| 2012–13 | بشكتاش لكرة السلة            | 17  | 17  | 30.9  | .447    | .385   | .833 | 2.6    | 2.9 | 1.1    | .1   | 14.2 | 14.1 |
| 2013–14 | أولمبيا ميلانو               | 28  | 12  | 24.1  | .440    | .421   | .667 | 2.3    | 2.5 | .7     | .0   | 11.3 | 10.2 |
| 2014–15 | نادي يونيكس قازان لكرة السلة | 10  | 3   | 25.0  | .441    | .340   | .727 | 2.6    | 2.9 | .5     | .2   | 10.6 | 9.1  |
| المسيرة | المسيرة                      | 79  | 38  | 25.4  | .423    | .351   | .777 | 2.4    | 2.7 | .8     | .1   | 11.1 | 10.7 |

## روابط خارجية
- كورتيس جيريلز على موقع الدوري الأوروبي لكرة السلة (الإنجليزية)
- كورتيس جيريلز على موقع الدوري الإسباني لكرة السلة (الإسبانية)
- كورتيس جيريلز على موقع كرة السلة الأوروبية.كوم (الإنجليزية)
- كورتيس جيريلز على موقع كلية كرة السلة في سبورتس رفرنس.كوم (الإنجليزية)
- كورتيس جيريلز على موقع ريلجم (الإنجليزية)
- كورتيس جيريلز على موقع بروبوليرز (الإنجليزية)
- كورتيس جيريلز على موقع سبورتس رفرنس (الإنجليزية)
- كورتيس جيريلز على موقع سبورتس رفرنس (الإنجليزية)